# Палазенж
Палазе́нж (фр. Palazinges, окс. Palajanjas) — коммуна во Франции, находится в регионе Лимузен. Департамент — Коррез. Входит в состав кантона Бейна. Округ коммуны — Брив-ла-Гайярд.
Код INSEE коммуны — 19156.
Коммуна расположена приблизительно в 420 км к югу от Парижа, в 85 км юго-восточнее Лиможа, в 14 км к юго-западу от Тюля.

## Население
Население коммуны на 2008 год составляло 112 человек.
| 1962 | 1968 | 1975 | 1982 | 1990 | 1999 | 2008 |
| ---- | ---- | ---- | ---- | ---- | ---- | ---- |
| 83   | 95   | 99   | 100  | 115  | 103  | 112  |

## Администрация
| Период | Период | Фамилия           | Партия | Примечания |
| ------ | ------ | ----------------- | ------ | ---------- |
| 1971   | 1995   | Жан Местюру       |        |            |
| 1995   | 2008   | Александр Местюру |        |            |
| 2008   |        | Ив Пушу           |        |            |

## Экономика
В 2007 году среди 71 человека в трудоспособном возрасте (15-64 лет) 54 были экономически активными, 17 — неактивными (показатель активности — 76,1 %, в 1999 году было 62,9 %). Из 54 активных работали 51 человек (30 мужчин и 21 женщина), безработных было 3 (1 мужчина и 2 женщины). Среди 17 неактивных 4 человека были учениками или студентами, 9 — пенсионерами, 4 были неактивными по другим причинам.